# Исмаилов, Адам Аламатович
Ада́м Алама́тович Исмаи́лов (1 мая 1976, Чечено-Ингушская АССР, СССР) — российский футболист, вратарь.

## Карьера
Начал карьеру в первом чемпионате России в 16 лет в команде «Эрзу» Грозный, далее играл в «Гиганте», который прекратил своё существование из-за Первой чеченской войны, а сам Исмаилов остался вне футбола на три года. В 1998 году перешёл в «Автодор» Владикавказ. В 2001 году перешёл в возрождавшийся «Терек», далее играл в «Шахтёре» Шахты, после чего вновь вернулся в Грозный и в составе «Терека» стал победителем первого дивизиона, однако в премьер-лиге так и не дебютировал, отыграв лишь три игры в первенстве дублёров. В начале 2006 года играл в любительском клубе «Магас-ИСУ», но второй круг сезона 2006 года провёл в «Ангуште» Назрань. После окончания сезона 2006 года «Ангушт» из-за банкротства был лишён профессионального статуса, а сам Исмаилов остался вне футбола на 2 года. Однако в январе 2009 президент Ингушетии Юнус-Бек Евкуров заявил, что в республике будет воссоздан новый «Ангушт», после чего тренерским штабом команды было просмотрено около 80 футболистов, среди которых был и Исмаилов, которого с другими ветеранами ингушского футбола взяли в команду. В январе 2010 года в преддверии выступления на Кубка Содружества вместе с Магомедом Хасхановым и Абдулхамидом Ахильговым перешёл в «Дачию» Кишинёв. Приехал в команду в ранге третьего вратаря, но из-за травм и дисквалификации в команде дебютировал в национальном первенстве 13 марта в матче против «Олимпии», в котором пропустил 4 мяча.

## Достижения
«Карабах-Азерсун»
- Бронзовый призёр Чемпионата Азербайджана (1): 2003/04.

 «Терек»
- Победитель Первого дивизиона (1): 2004